# Arbetsmiljöbrott
Arbetsmiljöbrott, är beteckningen på vissa brott enligt Brottsbalken och Arbetsmiljölagen.
I 3 kap 10 § brottsbalken står:
"Om brott, som i  7--9 §§ sägs, har begåtts genom att någon uppsåtligen eller av oaktsamhet åsidosatt vad som i enlighet med arbetsmiljölagen (1977:1160) ålegat honom till förebyggande av ohälsa eller olycksfall, döms för arbetsmiljöbrott till straff som i nämnda lagrum sägs.".
I arbetsmiljölagen (1977:1160) 8 kap står:
"1§ Till böter eller fängelse i högst ett år döms den som uppsåtligen eller av oaktsamhet bryter mot föreläggande eller förbud som har meddelats med stöd av 7 kap.   7--9 §§. Detta gäller dock inte om föreläggandet eller förbudet har förenats med vite. 
2§ Till böter döms den som uppsåtligen eller av oaktsamhet
1. anlitar en minderårig i strid mot 5 kap. 2 § första stycket eller mot föreskrifter som meddelats med stöd av 5 kap. 2 § tredje eller fjärde stycket,
2. bryter mot föreskrifter som har meddelats med stöd av 4 kap. 1--8 §§ eller 5 kap. 3 § andra stycket, 4 eller 5 §,
3. lämnar oriktiga uppgifter om förhållanden av vikt, när en tillsynsmyndighet har begärt upplysningar, handlingar eller prov eller begärt undersökningar enligt 7 kap. 3 eller 4 §,
4. utan giltigt skäl tar bort en skyddsanordning eller sätter den ur bruk.
Till ansvar enligt denna bestämmelse skall inte dömas om det för överträdelsen har utfärdats föreskrift om sanktionsavgift enligt 5 §.
3§ Om ansvar för den som överträder 7 kap. 13 § finns bestämmelser i 20 kap. 3 § brottsbalken.
4§ Har vid brott som avses i detta kapitel en anordning eller ett ämne använts i strid mot förbud enligt 4 kap. 4 § eller 7 kap. 7 §, skall förverkande ske av egendomen eller dess värde, om det inte är uppenbart oskäligt."